# حديبة صغيرة للعضد
الحديبة الصغيرة للعضد (بالإنجليزية: Lesser tubercle)‏ تقع في المقدمة، وتتجه إنسياً وأمامياً. وهي أكثر بروزا من الحديبة الكبيرة للعضد على رغم صغرها.
وهي تمثل انطباعاً من الأعلى ومن الأمام لارتكاز وتر عضلة تحت الكتف.

## صور إضافية

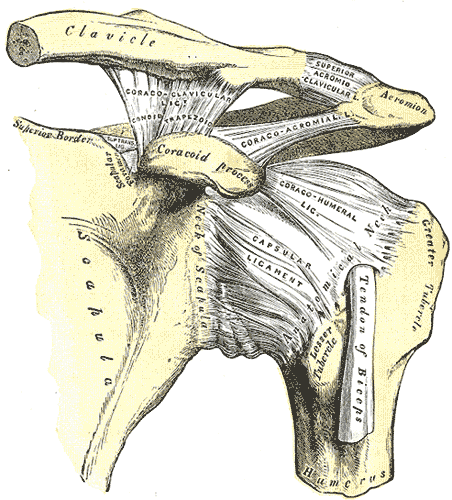
عظم العضد الأيسر والمفصل الأخرمي الترقوي، وأربطة لوح الكتف.
رسم لعظام الذراع البشرية.
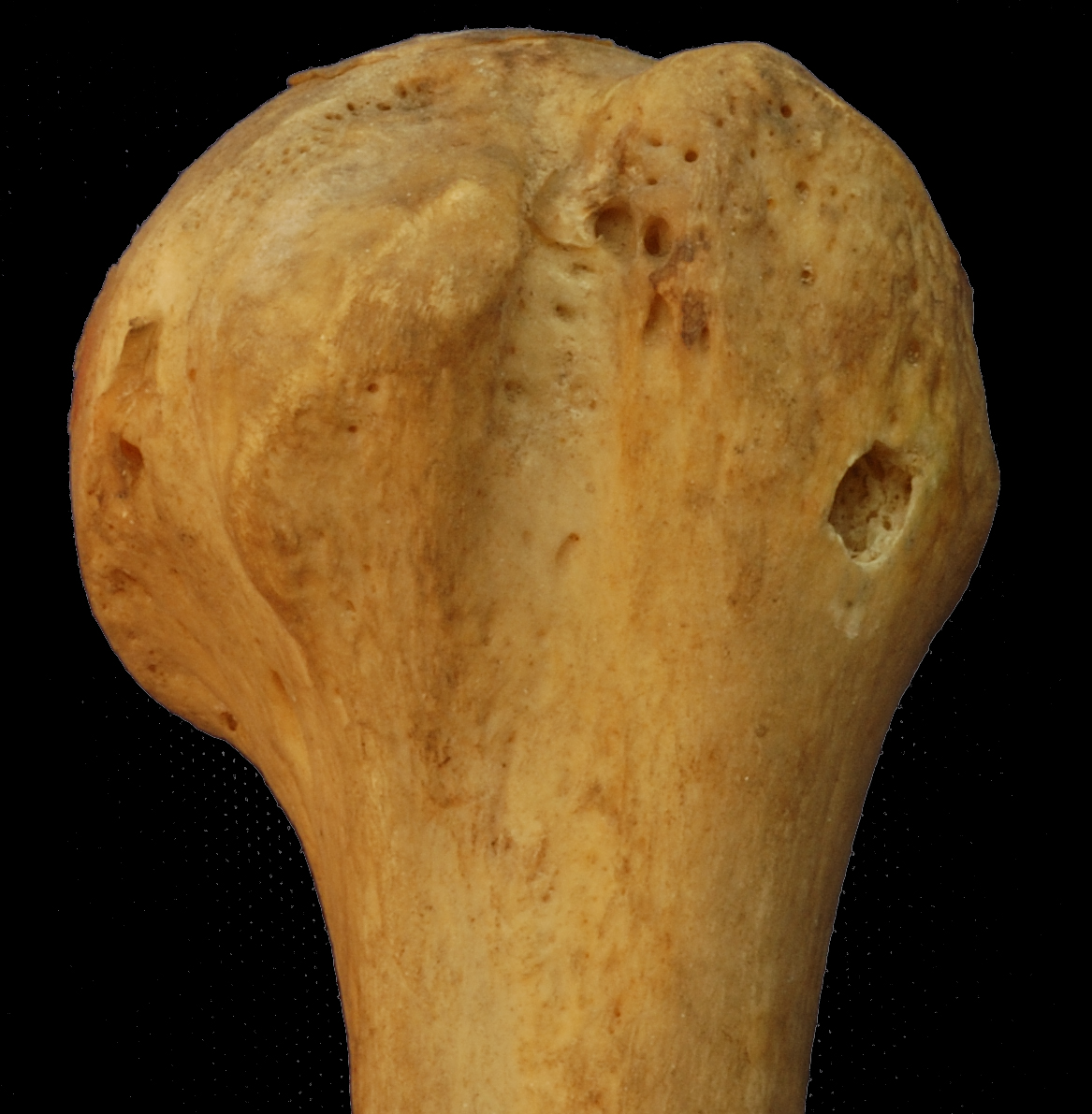
رأس عظم العضد. عرض أمامى.

## وصلات خارجية
- شكل تشريحي: 03:02-13 على موقع مركز سوني دونستات الطبي (تشريح بشري عبر الإنترنت).
- شكل تشريحي: 05:01-09 على موقع مركز سوني دونستات الطبي (تشريح بشري عبر الإنترنت).
- شكل تشريحي: 10:02-12 على موقع مركز سوني دونستات الطبي (تشريح بشري عبر الإنترنت).
- Diagram at uwlax.edu